# Emiliotia
Emiliotia là một chi ốc biển, là động vật thân mềm chân bụng sống ở biển trong họ Colloniidae.

## Các loài
Các loài trong chi Emiliotia gồm có:
- Emiliotia immaculatus Ortea, Espinosa & Fernandez-Garcès, 2008[3]
- Emiliotia rubrostriata (Rolán, Rubio, & Fernández-Garcés, 1997)[4]